# Brian Bond
Brian James Bond (Marlow, Buckinghamshire, 17 de abril de 1936-2 de junio de 2025) fue un historiador militar británico y profesor emérito de historia militar en el King's College de Londres.

## Infancia y educación
Hijo de Edward Herbet Bond y su esposa, Oliva Bessie Sartin, Bond nació en Marlow, Buckinghamshire, donde asistió a la Escuela de Gramática de Sir William Borlase. Fue criado en Buckinghamshire, donde su padre era el jardinero del historiador militar Sir Basil Liddell Hart. Hart mostró gran interés en el chico y animó sus intereses académicos.
De 1952 a 1954, prestó servicio en la Artillería Real, alcanzando el rango de alférez en el Ejército británico. En 1959, se graduó con honores en historia en la Universidad Worcester de Oxford y continuó hasta lograr su Maestría en Artes mención estudios de guerra en el King's College de Londres en 1962. Se casó con Madeleine Joyce Carr en 1962.

## Carrera académica
El primer empleo académico en 1961 fue como docente universitario en historia en la Universidad de Exeter. En 1962 pasó a ser docente en historia en la Universidad de Liverpool, donde permaneció cuatro años. En 1966, se convirtió en docente en estudios de guerra en el King's College de Londres. Fue promovido a editor en estudios de guerra en 1978, profesor de historia militar en 1986 y profesor emérito en 2001.
Bond sirvió como profesor invitado en la Universidad de Occidental Ontario en 1972–73 y fue docente invitado en la Universidad de Guerra Naval de EE. UU. en 1972–74. Llegó a ser Socio del King's College de Londres en 1996 y sirvió como Profesor del Liddell Hart. Fue socio invitado en la Universidad de Brasenose, en Oxford, en 1992–93 y en 2000 fue socio invitado en el All Souls College, en Oxford y docente del Lees Knowles en la Universidad de Cambridge.
Bond sirvió como miembro del consejo de la Sociedad para la Investigación Histórica del Ejército y como Presidente de la Comisión Británica para la Historia Militar.

## Trabajos publicados
- Campañas militares victorianas, editado por Brian Bond. Londres: Hutchinson, [1967].
- Mapledurham House, hogar histórico de la familia Blount: Guía oficial: Historia y descripción de contenidos. Derby: English Life Publications, 1968.
- El ejército victoriano y el Staff College, 1854–1914, Londres: Eyre Methuen, 1972.
- Jefe de personal: Los diarios del general Sir Henry Pownall, editado por Brian Bond. Londres: Leo Cooper, 1972–1974.
- Francia y Bélgica, 1939-1940. Londres: Davis-Poynter, 1975; Segunda edición bajo el título Gran Bretaña, Francia y Bélgica, 1939-1940. Oxford: Brassey's, 1990.
- Guerra y sociedad: Anuario de la historia militar editada por Brian Bond e Ian Roy. 2 volúmenes. Londres: Croom Helm, 1975–1977; Nueva York: Holmes & Meier, 1975–1977.
- Liddell Hart: Estudio de su pensamiento militar. Londres: Cassell, 1977; New Brunswick: Rutgers University Press, 1977; Aldershot: Gregg Revivals en asociación con el Departamento de Estudios de Guerra, King's College London, 1991.
- Política militar británica entre las dos guerras mundiales. Oxford: Clarendon Press; Nueva York: Oxford University Press, 1980.
- Guerra y sociedad en Europa, 1870-1970 [Leicester]: Leicester University Press, en asociación con Fontana Paperbacks, 1983; Londres: Fontana Paperbacks, 1984; Nueva York: St. Martin's Press, 1983; Stroud: Sutton, 1998.
- Agente de personal: Los diarios de Walter Guinness (primer Lord Moyne), 1914–1918, editado por Brian Bond y Simon Robbins. Londres: Leo Cooper, 1987.
- La Primera Guerra Mundial e historia militar británica, editado por Brian Bond. Oxford: Clarendon Press, 1991.
- Estrellas caídas: Once estudios de los desastres militares del siglo XXI, editado por Brian Bond. Londres: Brassey's Naval Annual (Reino Unido), 1991.
- La búsqueda de la victoria: de Napoleón a Saddam Hussein, Oxford: Oxford Prensa Universitaria, 1996, 1998.
- La naturaleza del conflicto futuro: Implicaciones para el desarrollo de fuerza por Brian Holden Reid ... [Et al.]; editado por Brian Vínculo y Mungo Melvin. Los Documentos Ocasionales. Instituto de Estudios de Estrategia y Combate, núm. 36. Camberley: Instituto de Estudios de Estrategia y Combate, 1998.
- Mire al frente: Estudios en la Primera Guerra Mundial por la Comisión Británica para la Historia Militar; Brian Bond et al. Staplehurst: Spellmount, 1999.
- Haig: Reevaluación de 70 años, editado por Brian Bond y Nigel Cave. Londres: Leo Cooper, 1999.
- Haig: Reevaluación de 80 años, editado por Brian Bond y Nigel Cave. Barnsley, Pen and Sword Books, 2009.
- La batalla de Francia y Flanders 1940: 60 años, editado por Brian Bond y Michael D. Taylor. Barnsley: Leo Cooper, 2001.
- El inquieto Frente Occidental: El rol de Gran Bretaña en literatura e historia. Cambridge: Cambridge University Press, 2002.
- La Plana Mayor británica: Reforma e innovación c.1890-1939, editado por David French y Brian Holden Reid en honor a: Brian Bond. Londres: Frank Cass, 2002.
- Liderazgo británico y japonés en la Guerra del Lejano Oriente, 1941–1945, editado por Brian Bond y Kyouichi Tachikawa. Londres: Frank Cass, 2004.
- Memorias de la guerra de Earl Stanhope, Agente de Plana Mayor en Francia, 1914–1918 por el Coronel Earl Stanhope, editado por Brian Bond. Brighton: Ediciones Tom Donovan, 2006.